# Patria grande
La patria grande (en portugués, pátria grande) o magna patria, comúnmente escrito con mayúsculas iniciales Patria Grande o Magna Patria, es un concepto político que se refiere, en principio, a la federalización o unión de los Estados de Latinoamérica, constituyendo una sola unidad política o un mismo Estado. Es también una extensión del concepto de patria a toda Hispanoamérica y el Caribe.
El concepto se asocia a la idea de la integración hispanoamericana de los libertadores, especialmente Simón Bolívar y José de San Martín, con su proyecto de promover la integración hispanoamericana y unificar políticamente a las naciones hispanoamericanas, oponiéndose a la balcanización del Imperio español en América, después de las guerras de independencia hispanoamericanas.

## Origen del término
Aunque fue utilizado por el militar y estadista uruguayo José Artigas, el concepto se atribuye al escritor argentino Manuel Baldomero Ugarte, quien lo popularizó en 1924, en su libro La patria grande, en el que recogió sus discursos, pronunciados en distintos países de Hispanoamérica, para promover la idea de unidad entre estos países, uno de esos discursos fue el de 1912 durante su campaña hispanoamericana:

«Debemos preservar colectivamente, nacionalmente, continentalmente, al gran conjunto común de ideas, de tradiciones y de vida propia, fortificando cada vez más el sentimiento que nos une, para poder realizar en el porvenir entre nosotros y de acuerdo con nuestro espíritu, la democracia total que será la Patria Grande de mañana».

En otra de sus obras, El porvenir de la América latina, Ugarte ya había esbozado una política global aplicable a todas las antiguas colonias españolas y portuguesas.
La idea de una patria grande, sin embargo, es mucho más antigua. Ya existía en la década de 1810, durante el proceso de independencia de Hispanoamérica. El caudillo José Artigas logró formar una nación unida donde estuvo el Virreinato del Río de la Plata, que hoy abarca países como la Argentina y el Uruguay. Artigas también impuso una legislación progresista en ese territorio, con el objetivo de favorecer a los más pobres. Fue el responsable de la primera reforma agraria en Latinoamérica. Su proyecto, sin embargo, fracasó debido a la invasión extranjera que siguió y que estableció el statu quo anterior.
Un sinónimo de «patria grande» es «magna patria», siendo este el título de un ensayo de 1905 del escritor y político oriental José Enrique Rodó publicado en su obra El mirador de Próspero de 1913:

«[…] Patria es para los hispanoamericanos la América española. Dentro del sentimiento de la patria, cabe el sentimiento de adhesión no menos natural e indestructible, a la provincia, a la región, a la comarca; y provincias, regiones o comarcas de aquella gran patria nuestra son las naciones en que ella políticamente se divide. Por mi parte, siempre lo he entendido así, o, mejor, siempre lo he sentido así. La unidad política que consagre y encarne esa unidad moral —el sueño de Bolívar— es aún un sueño, cuya realidad no verán quizá las generaciones hoy vivas. ¡Qué importa! Italia no era sólo “la expresión geográfica” de Metternich, antes de que la constituyeran en expresión política la espada de Garibaldi y el apostolado de Mazzini. Era la idea, el numen de la patria, era la patria misma consagrada por todos los óleos de la tradición, del derecho y de la gloria. La Italia una y personal existía: menos corpórea, pero no menos real; menos tangible, pero no menos vibrante e intensa que cuando tomó color y contornos en el mapa de las naciones».

## Antecedentes

### Siglos XV y XIX
La conquista española de América se inició en 1492, y, en última instancia, fue parte de un proceso histórico del colonialismo para el resto del mundo, a través del cual diversas potencias europeas —entre ellas Inglaterra, España, Francia, Portugal y los Países Bajos— fueron anexando una cantidad significativa de los territorios y los pueblos de América, Asia y África entre los siglos XV y XX. 
Hispanoamérica durante largo tiempo se convirtió en la parte principal del Imperio español. Sin embargo, una mezcla entre la culminación de la independencia estadounidense junto con la invasión de Napoleón a España en 1808, aunado a la toma de poder de la facción liberal que buscaba una monarquía constitucional en España —durante el llamado Trienio Liberal (1820-1823)— propiciaron la pronta desintegración de dicho imperio, una vez terminado dicho estado de cosas. En las provincias ultramarinas comenzaron una serie de guerras fratricidas impulsadas por las élites criollas que finalizaron con la creación de varias repúblicas independientes. Para 1830, los únicos territorios españoles en Hispanoamérica eran las islas de Cuba y Puerto Rico, cayendo estas durante la guerra hispano-estadounidense de 1898.

## Historia de la Nación Latinoamericana
Esta obra del historiador argentino Jorge Abelardo  Ramos, ha sido difundida por los presidentes, Hugo Chávez de Venezuela, Lula Da Silva de Brasil, José Pepe Mujica de Uruguay entre otros líderes latinoamericanos. Este libro se encuentra traducido al portugués por la Editora Isular de Nelson Rolin de Moura del Brasil y por Editorial Continente de Jorge Gurbanov de Argentina. Fue declarado de interés parlamentario por el Congreso de la Nación  Argentina que lo reeditó en el año 2005 para distribuirse gratuitamente en colegios y universidades. Hispanoamérica, Iberoamérica o Indoamérica se transformó en una América fragmentada y dividida, siguiendo los distintos grupos criollos y nativos que permanecieron en el poder una vez roto el dominio español. Ante esto, han existido con el tiempo diversas corrientes que han buscado reunificar a los países que anteriormente fueron parte de ese imperio, bajo la premisa de que existen lazos comunes, un idioma común y una historia compartida. Si bien no se registran experiencias exitosas de unificación política, se han construido diferentes herramientas institucionales que avanzan hacia una mayor integración regional, como la Unasur, el Mercosur y la Alianza del Pacífico.

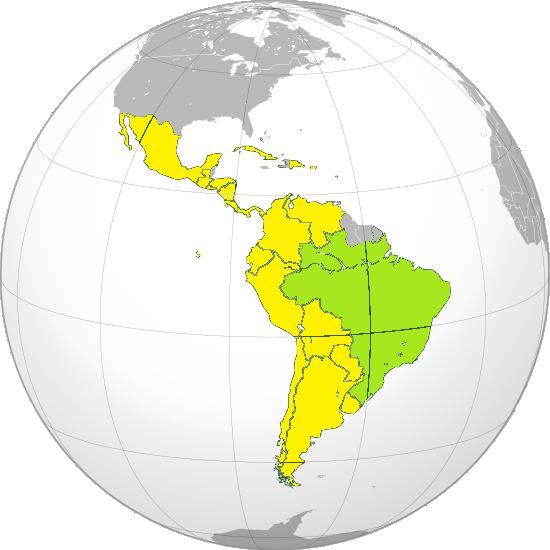
Mapa de Iberoamérica. La patria grande también podría definirse como la unificación de estos países dentro de Latinoamérica.

A mediados del siglo XX, la Revolución cubana, permeada por el nacionalismo revolucionario de José Martí, volvió a hacer central este tema, vinculando las luchas de liberación nacional a las luchas de liberación social, demostrando que son, al fin y al cabo, una y lo mismo. En los últimos tiempos, las ideas vinculadas a la patria grande han vuelto a tomar protagonismo gracias a poderosos movimientos populares y líderes políticos como el expresidente venezolano Hugo Chávez.
El concepto es utilizado por figuras políticas de izquierda en Suramérica, incluida la expresidente argentina Cristina Fernández de Kirchner, el expresidente ecuatoriano Rafael Correa y el expresidente venezolano Hugo Chávez.

### Brasil en la patria grande
Brasil es un país de habla portuguesa, heredero del antiguo Imperio portugués en América, no está incluido en la patria grande. Para Luiz Inácio Lula da Silva, la patria grande no debe cerrar puertas.